# Фінкенштайнський договір

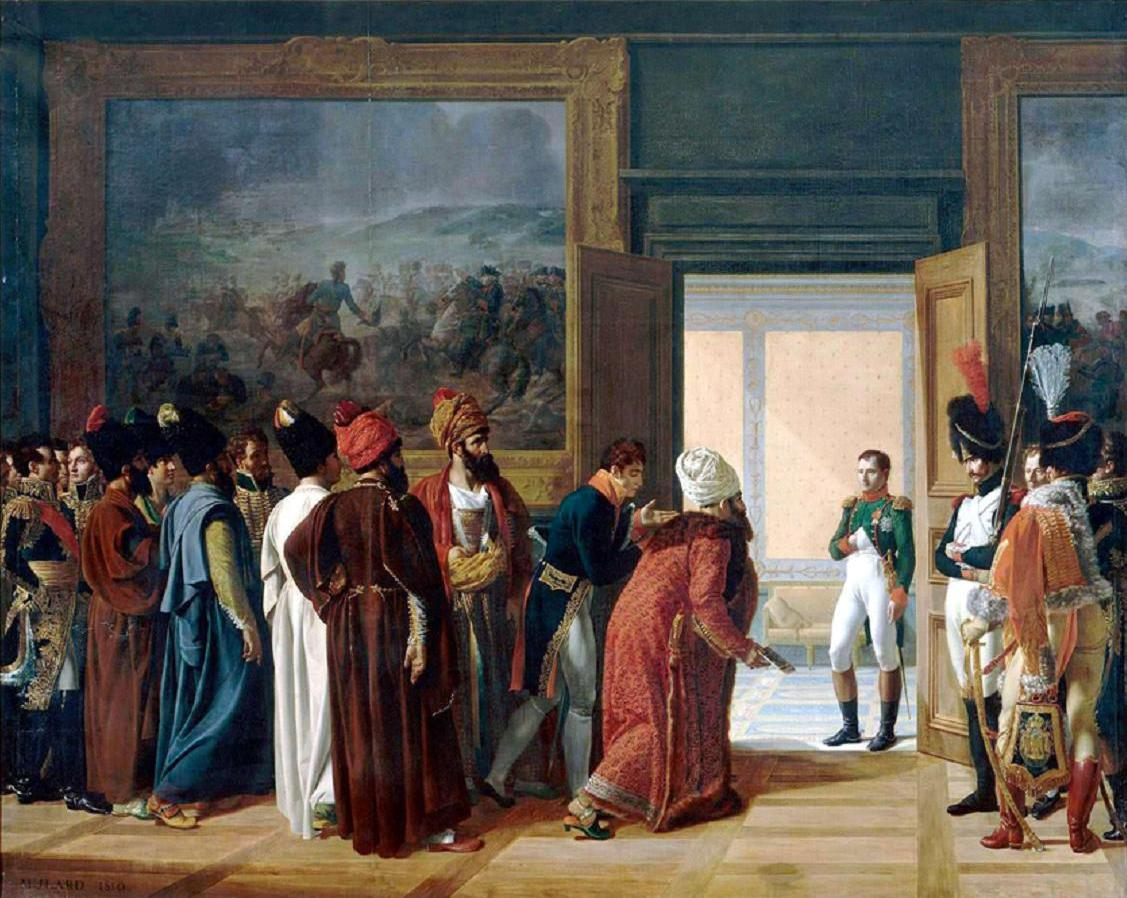
Франсуа Мулард. Наполеон приймає іранських послів у Фінкенштайнському палаці

Фінкенштайнський договір (часто пишеться Finkenstein) — союзний договір, укладений між Францією і Іраном 4 травня 1807 в Фінкенштайнському палаці графів роду Дона (Східна Пруссія, нині — на території  Польщі), де проживав імператор Наполеон.
Сам текст договору підписав французький імператор Наполеон Бонапарт з іранськими послами, які представляли інтереси Фетх-Алі-шаха. Договір був спрямований проти Російської і Британської імперій.
Наполеон I гарантував цілісність Ірану, визнавав частину Грузії та інші частини Закавказзя, а також частину Північного Кавказу (Дагестан ) за Фатх Алі Шахом. Але він докладав усіх можливих зусиль для відновлення і володіння цих територій Францією. Наполеон також пообіцяв надати допомогу шаху зброєю, спеціалістами і робітниками.
З іншого боку, Фетх-Алі-шах мав оголосити війну проти Великої Британії, щоб вигнати всіх британців з Ірану, і підтримувати відкритий шлях, якщо Франція почне атакувати британські володіння на Далекому Сході.

## Доопрацювання
24 грудня 1807, після вступу французької місії генерала Клода Матьє Гардана в Тегеран в договорі з'явилася додаткова стаття, по якій іранці поступалися Наполеону островом Карека і надавали французам право реформувати іранську армію за європейським зразком, а також влаштовувати військові факторії в  Гомбруні і Буширі.

## Наслідки
Незважаючи на великі перспективи, договір діяв недовго і не виправдав надії обох сторін на французький реванш в Індії, що стала майже повністю  британською, або іранський реванш в Закавказзі, яке залишилося під владою російської корони.
Наполеон сподівався на те, що Іран, бажаючи повернути Грузію, відкриє другий фронт війни з Росією і, крім того, порве всі дипломатичні і торгові відносини з Великою Британією, закликавши на боротьбу з нею народи Афганістану.
Незважаючи на договір, Франція не змогла виграти дипломатичну війну навколо Ірану і жодна з умов договору не була реалізована.
Англійський дипломат Джон Малькольм хабарами і щедрими подарунками зумів по суті анулювати франко-іранський союз вже через 10 місяців після його укладення. 12 березня 1809 року Велика Британія підписала договір з Іраном, змусивши французів піти з цієї країни. Цей договір також було спрямовано фактично проти Російської імперії, яку всерйоз побоювалися як Іран, так і Велика Британія.